# Japonismus

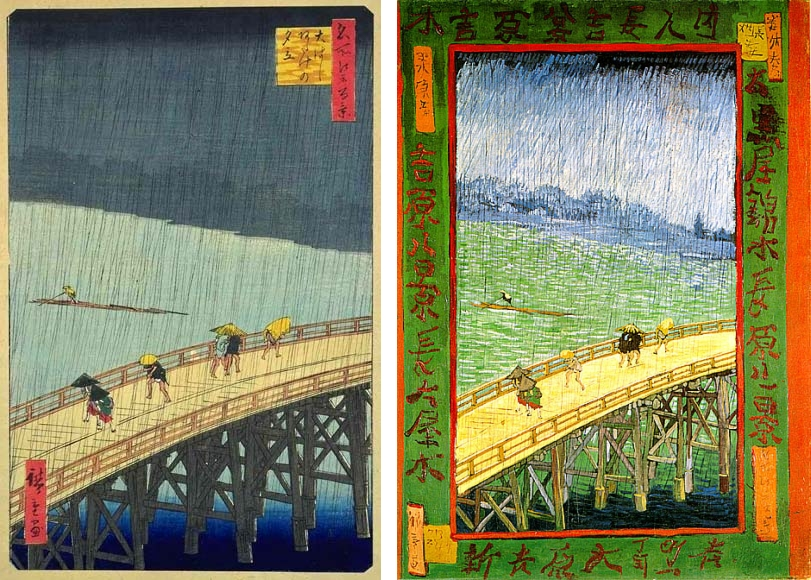
Abendregen an der großen Brücke von Atake: Darstellungen von Hiroshige (links, 1857) und Vincent van Gogh (rechts, 1887)

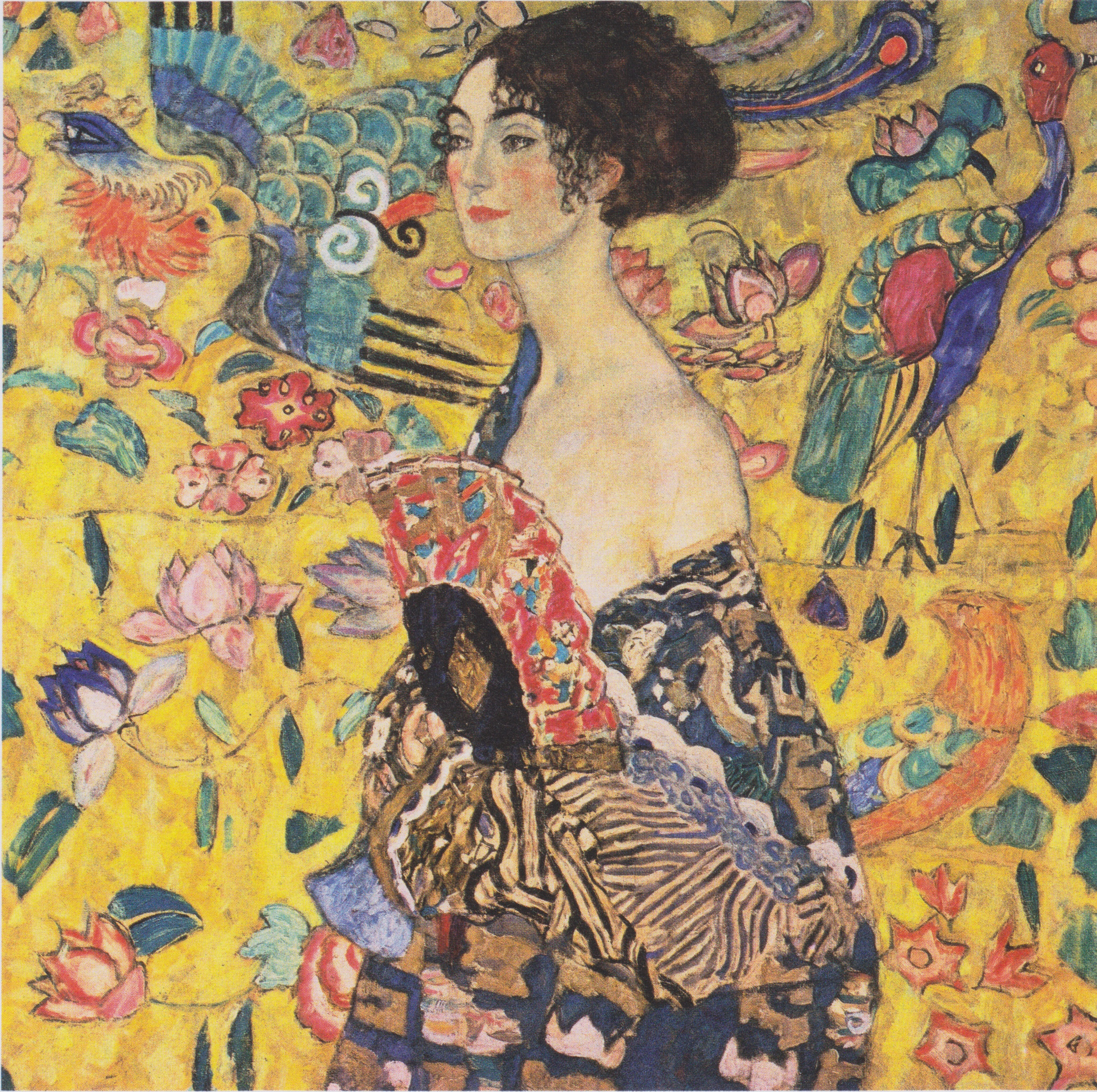
Gustav Klimt: Dame mit Fächer (1917/18)

Japonismus (von französisch japonisme oder japonaiserie) ist die Bezeichnung für den Einfluss der japanischen Kunst auf die Künstler der westlichen Welt, insbesondere französische. Die Kunst, die aus dieser Inspirationsquelle hervorging, wird als Japonesque bezeichnet.
Die Bilder- und Formensprache der „Bilder der heiteren, vergänglichen Welt“, der ukiyo-e, und anderer Erzeugnisse des japanischen Kunsthandwerks wie Töpfer-, Metall-, Lack- und Bambusarbeiten wurden eine Quelle der Inspiration für den Impressionismus, den Art Nouveau, den Jugendstil, die Wiener Secession und auch viele Künstler des Expressionismus.

## Geschichte
Durch den inneren Druck der Reformer und den äußeren Druck der Kolonialmächte, allen voran der Amerikaner unter Matthew Perry, beendete Japan in den 1850er Jahren seine langwährende Isolation. So wie westliche Techniken der Malerei, des Drucks und der Photographie nun nach Japan gelangten, nahmen japanische Farbholzschnitte den umgekehrten Weg nach Europa, zuerst als Verpackungsmaterial für Tee und andere Güter. In Europa wurde jedoch der hohe künstlerische Wert dieser Drucke erkannt, und es entstand eine regelrechte Sammelwut japanischer Kunst.
Der Begriff „Japonismus“ wurde 1872 von dem französischen Kunstkritiker Philippe Burty geprägt. In den 1870er und 1880er Jahren unternahmen französische Sammler, Ästheten und Kunstkritiker Reisen nach Japan, was eine Reihe von Aufsätzen über die japanische Kunst und einen verstärkten Handel damit hervorrief. Unter ihnen sind der Ökonom Henri Cernuschi und der Kritiker Théodore Duret (beide 1871–1872), und der britische Sammler William Anderson, der in Edo einige Jahre Medizin lehrte. Andersons Sammlung wurde später vom British Museum erworben. Mehrere Händler für japanische Kunst etablierten sich in Paris, unter anderem Tadamasa Hayashi und Jijima Hanjuro. Den wohl bedeutendsten Beitrag leistete der aus Hamburg stammende Siegfried Bing (Samuel Bing). Die Pariser Weltausstellung 1878 zeigte eine Reihe von Werken der japanischen Kunst.

## Künstler und Stilrichtungen

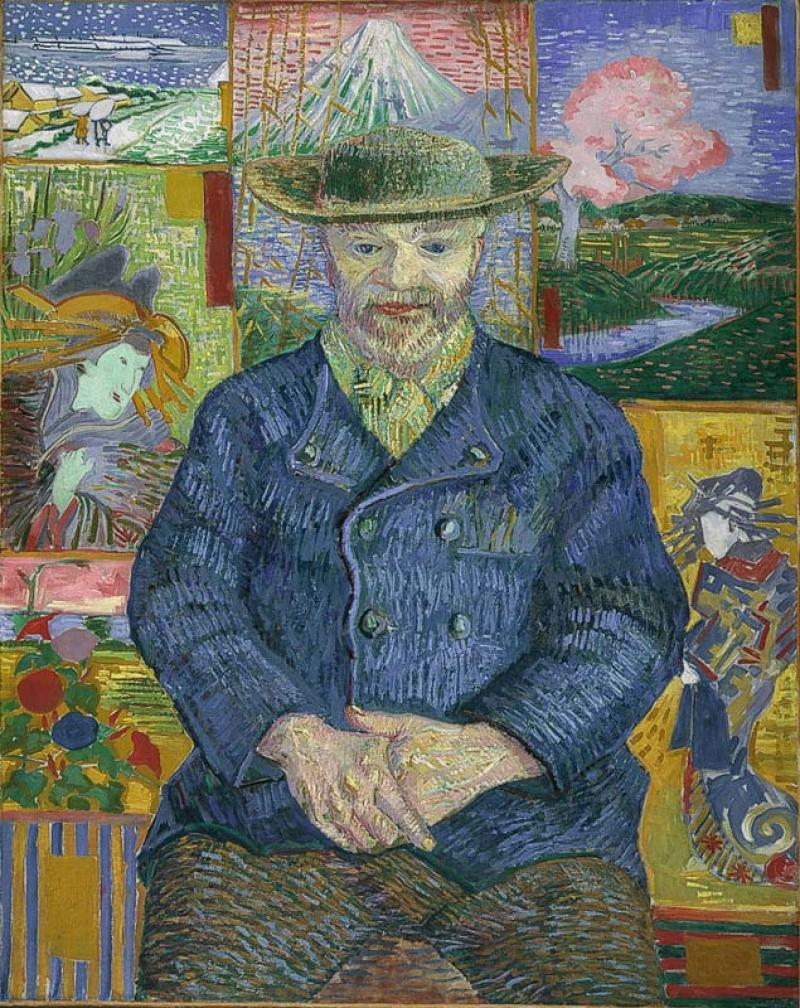
van Gogh: Portrait des Père Tanguy (1887/88), ein Beispiel für den Einfluss des ukiyo-e in der westlichen Kunst

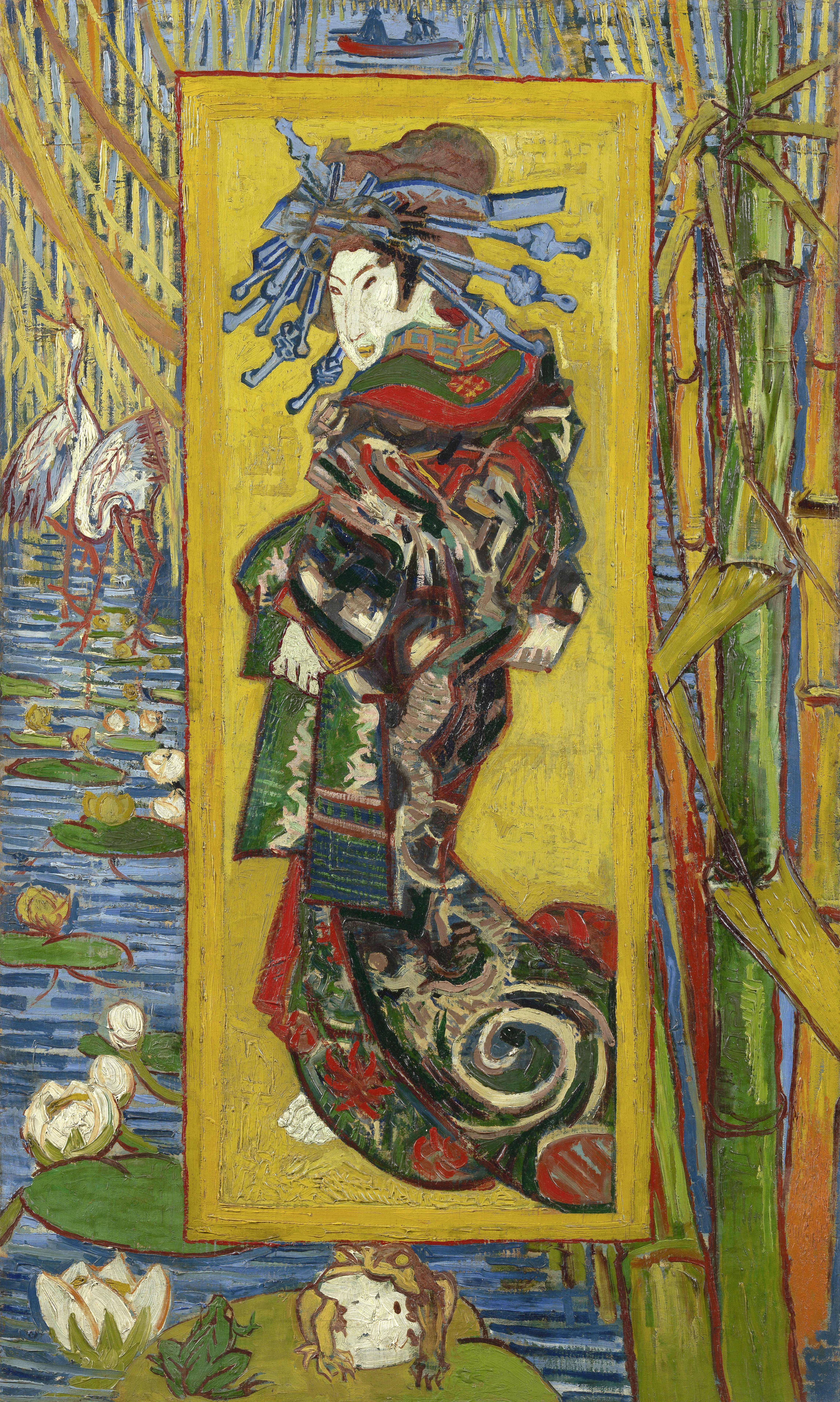
van Gogh: Die Kurtisane (nach Eisen, 1887)

Japanische Künstler, die einen großen Einfluss ausübten, waren Utamaro, Hokusai und Hiroshige. Doch während das Interesse an den japanischen Drucken in Europa boomte, führte die Kulturerneuerung (文明開化, bummei kaika) in Japan zu einem verstärkten Interesse an westlicher Kunst und einem Prestigeverlust für traditionelle japanische Künstler und Techniken.

### Japonismus in Frankreich
Zu den Künstlern, die in Frankreich von der japanischen Kunst beeinflusst wurden, gehörten z. B. Édouard Manet, Claude Monet, Camille Pissarro, Edgar Degas, Paul Gauguin und Vincent van Gogh. Manets Begeisterung für die japanische Kunst zeigt sich besonders in seinem Porträt des Schriftstellers Émile Zola. Viele von van Goghs Gemälden imitieren Ukiyo-e in Stil und Motiv. Le Père Tanguy beispielsweise, das den Besitzer eines Ladens für Künstlerbedarf porträtiert, zeigt sechs verschiedene Holzschnitte im Hintergrund. Van Gogh malte das Bild Die Kurtisane im Jahr 1887 nach einem Ukiyo-e von Kesai Eisen auf der Titelseite der Zeitschrift Paris Illustré, Le Japon.  Zu dieser Zeit, in Antwerpen, sammelte er bereits japanische Stempelabdrücke.
Ukiyo-e mit ihren geschwungenen Linien und den kontrastierenden Leerflächen, ihrem schematisierten Aufbau und der Zweidimensionalität ihrer Bildebene, inspirierten auch die Art Nouveau. Einige Linienformen und Kurvenmuster wurden zu graphischen Versatzstücken, die sich später in Werken von Künstlern in aller Welt fanden.
Die Stilmittel des japanischen Farbholzschnittes wurde insbesondere von den Malern der Schule von Pont-Aven und den Nabis geschätzt und verbreitet. Letztere verstanden japanische Holzschnitte interessanterweise als Volkskunst.

### Japonismus in Deutschland

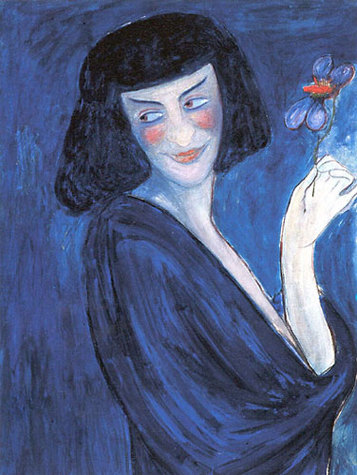
Marianne von Werefkin: Der Tänzer Sacharoff, 1909

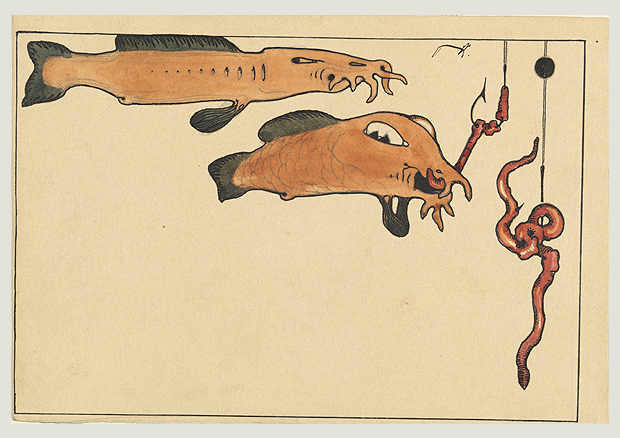
Ohne Titel (Zwei Fische, zwei Angelhaken, zwei Würmer), 1901. Werkbeispiel Paul Klees für die Ausstellung Vom Japonismus zu Zen. Paul Klee und der Ferne Osten im Zentrum Paul Klee, Bern

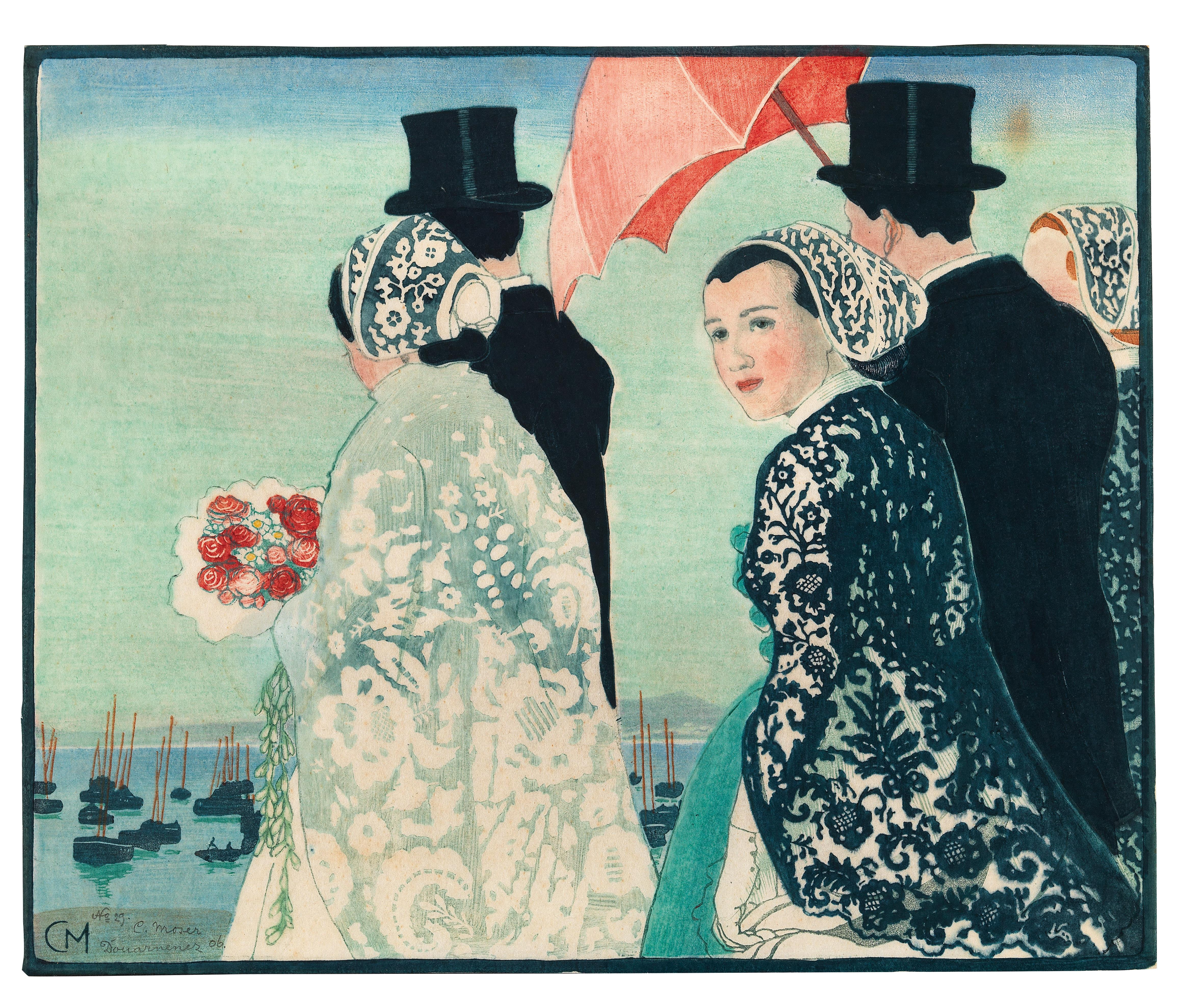
Carl Moser: Bretonische Hochzeit 1906

Der aus Prag stammende deutschsprachige, in Wien und Berlin tätige Künstler Emil Orlik bereiste 1900/01 Japan. Von dort brachte er Zeichnungen mit, die er – technisch und motivisch den japanischen Farbholzschnitten folgend – in eigenen Holzschnitten und Radierungen umsetzte. Stilistisch blieb sein Gesamtwerk von der japanischen Kunst jedoch unbeeinflusst.
Die erste bedeutende Ausstellung mit Kunstwerken aus dem Fernen Osten fand 1909 in München unter dem Titel „Japan und Ostasien in der Kunst“ statt.
In Deutschland waren es zwei Russen, Marianne von Werefkin und Alexej Jawlensky, die am Anfang des 20. Jahrhunderts japanische Kunst sammelten und sich intensiv mit der fernöstlichen Kunst auseinandersetzten. Japanische Holzschnitte, die sie sich anverwandelten, prägten ihren Malstil und bereicherten die expressionistische Malerei.
Anderen Kunstwerken gleichwertig, dienten Werefkin und Jawlensky japanische Holzschnitte als Wandschmuck. Es wird davon ausgegangen, dass ihnen ihr Freund Gustav Pauli, einer der damaligen führenden deutschen Japanexperten, beim Aufbau ihrer Japan-Sammlung behilflich war. In der Sammlung befanden sich überwiegend Arbeiten von Kunisada, daneben fanden sich auch einige Arbeiten von Hokusai, Utamaro und Kuniyoshi.

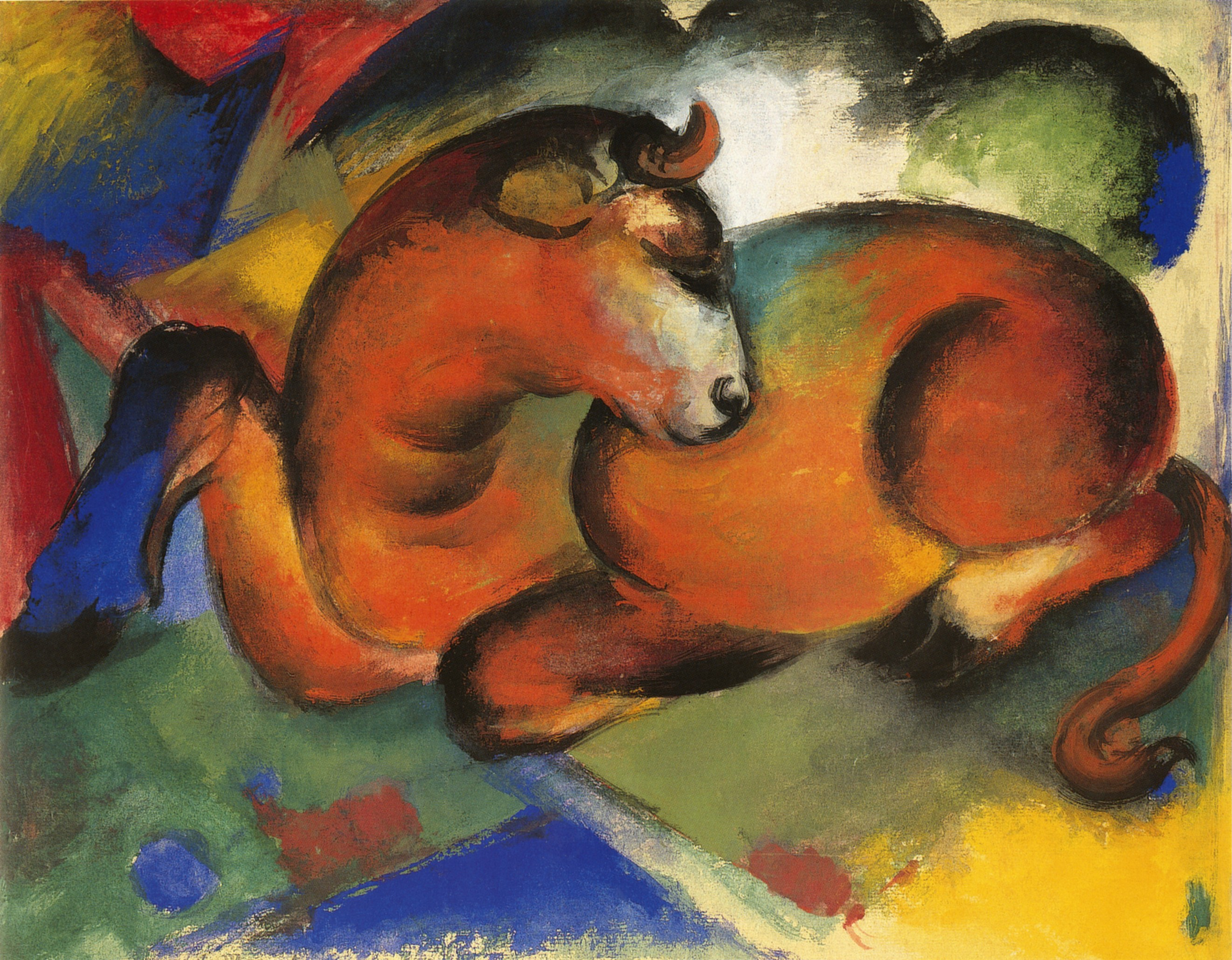
Roter Stier, 1912, Puschkin-Museum, Moskau. Werkbeispiel Marcs für die Ausstellung Die Maler des „Blauen Reiter“ und Japan im Schloßmuseum Murnau

Werefkins und Jawlenskys Kollegen Franz Marc und August Macke waren ebenfalls Bewunderer der japanischen Kunst. Auch sie sammelten kunstgewerbliche Gegenstände, Ukiyo-e und Shunga-Blätter, ebenfalls wie Jawlensky. Auch der Einfluss der japanischen Miniaturschnitzereien Netsuke ist nachweisbar. Das Schloßmuseum Murnau verwies in der Ausstellung Die Maler des „Blauen Reiter“ und Japan, die vom 21. Juli bis zum 6. November 2011 lief, auf den Einfluss japanischer Kunst auf die Künstler des Blauen Reiters. Sammlungsstücke der Maler, darunter die japanische Kunstsammlung Franz Marcs sowie Werkbeispiele der Künstler, bildeten das Spektrum der Ausstellung.
In dem von Wassily Kandinsky und Marc Mitte Mai 1912 herausgegebenen, mit 144 Abbildungen versehenen Almanach Der Blaue Reiter, spielen japanische Abbildungen im Vergleich zu außereuropäischen ethnologischen oder bayerischen und russischen volkskundlichen Bildbeispielen eine recht untergeordnete Rolle.
Der österreichische Maler und Grafiker Carl Moser nutzte in der ersten Hälfte des 20. Jahrhunderts die Technik des japanischen Farbholzschnittes zur Darstellung von Landschaften und Menschen aus Tirol und der Bretagne.
In einer Ausstellung im Zentrum Paul Klee in Bern wurde 2013 erstmals auf die Beschäftigung Paul Klees mit ostasiatischer Kunst verwiesen. Sie lief bis zum 12. Mai unter dem Titel Vom Japonismus zu Zen. Paul Klee und der Ferne Osten.
Der in München im weiteren Rahmen des Jugendstils wirkende Grafiker, Bühnenbildner und Schriftsteller Emil Preetorius veröffentlichte im Jahr 1937 eine Studie mit dem Titel Vom Wesen ostasiatischer Malerei.

### Japonismus in England
Der Amerikaner James McNeill Whistler zählt in der westeuropäischen Kunstgeschichte heute „zu den ersten Sammlern und Rezipienten, sozusagen zu den ersten ‚Japonisten‘ überhaupt“.
In Russland aufgewachsen, erhielt er schon als 11-jähriger Zeichenunterricht an der Kaiserlichen Kunstakademie in St. Petersburg. Nach dem Tod seines Vaters kehrte die Familie 1849 nach Amerika zurück. Als er 1855 seine künstlerische Ausbildung in Paris fortsetzte, lernte er Asiatika kennen. Von der fremdländischen Kunstobjekten war er so fasziniert, dass er sich eine Sammlung zulegte, die er nach England brachte, als er 1859 nach London zog, wo er vorerst als einziger wesentlich zur Verbreitung der Japanmode beitrug.
In seinem Wohnhaus, das er mit japanischen und chinesischen Wandschirmen, Fächern und Porzellanen ausstaffierte, hatte er beständig Asiatika vor Augen, die er in seinen Gemälden und Radierungen verarbeitete.
Zu den Künstlern, die sich intensiv mit japanischen Holzschnitten auseinandersetzten, gehörte auch Aubrey Beardsley. Der japanische Einfluss in seinem Werk ist unverkennbar.